# Пятницкое шоссе
Пя́тницкое шоссе́ (бывшая Р111) — шоссе в московском районе Митино, городских округах Красногорск и Солнечногорск Московской области. Начинается у пересечения МКАД и Волоколамского шоссе. Заканчивается в городе Солнечногорск, имеет четыре подъезда к Зеленограду.

## История
Шоссе получило название по направлению к селу Пятница на Истринском водохранилище. В древности оно носило название Большая Волоцкая дорога и, проходя через водораздел рек Барышиха и Всходня (Сходня), вело в Волоколамский. С основанием в 1656 году Воскресенского Новоиерусалимского монастыря путь в Волоколамск переместился на юг, и старая дорога утратила прежнее значение, окончательно придя в упадок после сооружения в 1935 году Истринского водохранилища.
В черту Москвы вошло в 1986 году, как основная улица деревни Митино. В конце 80-х годов на территории деревни было развёрнуто массовое жилищное строительство, а в 500-х метрах восточнее Пятницкого шоссе параллельно была проложена новая магистраль, получившая неофициальное название Новопятницкое шоссе. В феврале 1995 года старое направление Пятницкого шоссе было переименовано в Митинскую улицу, а Новопятницкое шоссе стало официально называться Пятницким.
Трасса старого Пятницкого шоссе приблизительно совпадает с трассой нынешней Митинской улицы до дома № 41, затем нынешняя улица отклоняется, а шоссе продолжалось на месте нынешних дворов домов 4-го микрорайона Митина.
В честь Пятницкого шоссе названа одноимённая станция метро, открытая 28 декабря 2012 года.

## Трасса
В черте Москвы шоссе является основной транспортной магистралью района Митино, по нему следуют 12 автобусных маршрутов. С южной стороны к шоссе примыкают Цариков переулок, 1-й Митинский переулок, 2-й Митинский переулок, Дубравная улица, Митинская улица, улица Барышиха. С северной стороны — проектируемый проезд № 5190 (продолжение Путилковского шоссе), Муравская улица. В пределах Москвы у шоссе с южной стороны есть дублёр.
До границы Москвы шоссе восьмиполосное, после пересечения границы быстро сужается до двух полос.
На территории Московской области шоссе проходит через населённые пункты Отрадное, Марьино-Знаменское, Аристово, Юрлово, Благовещенка, Брёхово, Баранцево, Горетовка, Жилино, Марьино, Лыткино, Соколово, Новая, Курилово, Мелечкино, Коньково, Новинки, Меленки, Обухово. В черте Солнечногорска переходит в Обуховскую и Набережную улицы.
По всей трассе шоссе осуществляется интенсивное пригородное автобусное сообщение: как из Москвы (от метро Тушинская, Сходненская, Митино, Пятницкое шоссе или от станции Крюково), так и из Солнечногорска (автобус № 497), четыре из шести автобусных маршрутов направления Москва — ЗелАО пролегают через Пятницкое шоссе.